# 达特里格拉姆
达特里格拉姆（Dhatrigram），是印度西孟加拉邦Barddhaman县的一个城镇。总人口9609（2001年）。

## 人口
该地2001年总人口9609人，其中男性5033人，女性4576人；0—6岁人口1056人，其中男535人，女521人；识字率68.18%，其中男性为75.94%，女性为59.64%。